# Carbay
Carbay est une commune française, située dans le département de Maine-et-Loire en région Pays de la Loire.
Ancienne villa gallo-romaine, la paroisse de Carbay est créée par donation du comte d'Anjou d'un territoire disputé entre Châteaubriant et Pouancé. Située au sud-ouest de Pouancé, le chef-lieu de canton, c'est une des communes les plus septentrionale de Maine-et-Loire. Elle partage sa frontière avec trois communes de la Loire-Atlantique : Villepot, Soudan et Juigné-des-Moutiers. C'est une commune peu peuplée, à grande dominance agricole.

## Géographie

### Localisation
La commune est située dans le Haut-Anjou, à environ 3 km de Pouancé, le chef-lieu de canton, et environ 12 km de Châteaubriant, en Loire-Atlantique. Segré, la sous-préfecture, est distante de 27 km.

### Topographie, géologie, relief
Carbay fait partie de l'unité paysagère du Segréen, et plus particulièrement de la sous-unité paysagère du Pouancéen, qui se caractérise par un paysage vallonné, aux ondulations orientées d'est en ouest où le maillage bocager tend à se densifier au fur et à mesure que l'on descend dans les vallons. Environ un tiers du territoire communal est occupé par la forêt d'Ombrée, au sud. Sur le plan géologique, la commune se trouve sur un terrain schisteux, de formation silurienne provenant du massif armoricain.
La commune se situe dans une petite vallée. Au nord, l'altitude est d'environ 90 mètres, et descend progressivement jusqu'au bourg de la commune, à environ 66 mètres. Le sud de la commune remonte ensuite, présentant un relief non homogène qui oscille entre 74 et 92 mètres d'altitude.

### Climat
Pour des articles plus généraux, voir Climat des Pays de la Loire et Climat de Maine-et-Loire.
En 2010, le climat de la commune est de type climat océanique altéré, selon une étude du CNRS s'appuyant sur une série de données couvrant la période 1971-2000. En 2020, Météo-France publie une typologie des climats de la France métropolitaine dans laquelle la commune est exposée à un climat océanique et est dans la région climatique Bretagne orientale et méridionale, Pays nantais, Vendée, caractérisée par une faible pluviométrie en été et une bonne insolation.
Pour la période 1971-2000, la température annuelle moyenne est de 11,5 °C, avec une amplitude thermique annuelle de 13,5 °C. Le cumul annuel moyen de précipitations est de 721 mm, avec 12 jours de précipitations en janvier et 6,5 jours en juillet. Pour la période 1991-2020, la température moyenne annuelle observée sur la station météorologique de Météo-France la plus proche, « Pouancé_sapc », sur la commune d'Ombrée d'Anjou à 3 km à vol d'oiseau, est de 12,4 °C et le cumul annuel moyen de précipitations est de 724,2 mm,. Pour l'avenir, les paramètres climatiques de la commune estimés pour 2050 selon différents scénarios d'émission de gaz à effet de serre sont consultables sur un site dédié publié par Météo-France en novembre 2022.

### Hydrographie
Le territoire de la commune voit naître le ruisseau de Carbay, qui coule vers d'ouest en est en direction de La Prévière. Un ruisseau affluent forme la frontière est avec Pouancé. Un second ruisseau, au sud, coulant d'ouest en est, forme la limite avec Soudan, puis, une fois rejoint par le ruisseau de la Blisière de Juigné-des-Moutiers, forme le ruisseau de la Retenue, qui délimite la frontière sud avec Juigné et entre sur la commune de La Prévière.

## Urbanisme

### Typologie
Au 1er janvier 2024, Carbay est catégorisée commune rurale à habitat dispersé, selon la nouvelle grille communale de densité à sept niveaux définie par l'Insee en 2022.
Elle est située hors unité urbaine. Par ailleurs la commune fait partie de l'aire d'attraction de Châteaubriant, dont elle est une commune de la couronne,. Cette aire, qui regroupe 20 communes, est catégorisée dans les aires de moins de 50 000 habitants,.

### Occupation des sols
L'occupation des sols de la commune, telle qu'elle ressort de la base de données européenne d’occupation biophysique des sols Corine Land Cover (CLC), est marquée par l'importance des territoires agricoles (99,7 % en 2018), une proportion identique à celle de 1990 (99,7 %). La répartition détaillée en 2018 est la suivante : 
terres arables (49,7 %), zones agricoles hétérogènes (34,7 %), prairies (15,4 %), eaux continentales (0,3 %). L'évolution de l’occupation des sols de la commune et de ses infrastructures peut être observée sur les différentes représentations cartographiques du territoire : la carte de Cassini (XVIIIe siècle), la carte d'état-major (1820-1866) et les cartes ou photos aériennes de l'IGN pour la période actuelle (1950 à aujourd'hui).

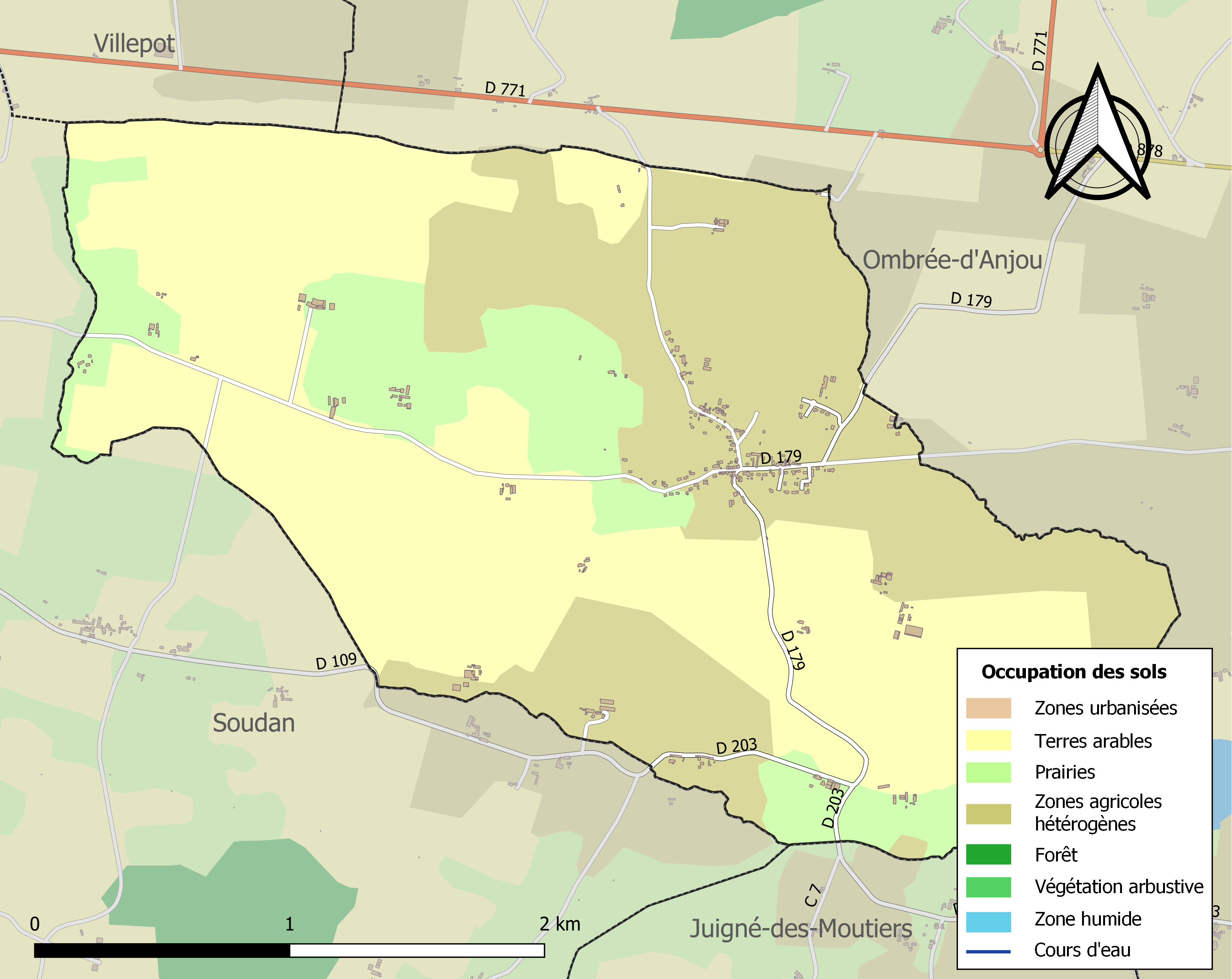
Carte des infrastructures et de l'occupation des sols de la commune en 2018 (CLC).

## Toponymie
Le nom de la localité est attesté sous les formes Quarbay, Carbai.

## Histoire

### Préhistoire et Antiquité
Deux haches en pierre dont une en dolérite et un broyeur témoigne du passage de population préhistorique sur le territoire de Carbay. La commune ne compte aucun monument mégalithique. Si rien ne prouve une occupation celtique, en revanche, le territoire de Carbay voit probablement s'installer une villa gallo-romaine, dont les limites dépassent celle de la commune actuelle.

### Moyen Âge
En 1050, des moines de Marcillé, fuyant la guerre entre Briant, seigneur de Châteaubriant, et Robert de Vitré, viennent demander au comte d'Anjou Geoffroy Martel, l'autorisation de s'installer à Carbay. Celui-ci leur fait don de la « villa de Carbay » après s'être assuré que Briant ne dévasterait plus les terres situées entre Châteaubriant et Pouancé. La villa devient un prieuré-cure, relevant de l'abbaye de Marmoutier. En 1198, Richard Cœur de Lion donne aux moines de Marmoutier 3 000 sous à percevoir sur les foires d'Angers en échange du domaine de Carbay. À la suite de sa mort, les moines reprennent leurs droits sur le prieuré, bien que l'évêque d'Angers garde plusieurs droits spirituels, dont la confirmation des enfants. En 1207, Charles Ier d'Anjou, ou plus vraisemblablement le sénéchal Guillaume des Roches, se voit demander par les habitants de Carbay d'alléger les charges de la paroisse. Celui-ci accepte, demandant qu'en échange, les habitants de Carbay élisent un « Roy » pour un jour, qui doit être jeté dans l'étang après la messe, tandis que chaque habitant lui doit deux œufs, et le prieur quinze livres  de beurre.

### Ancien Régime et Révolution
Sous l'Ancien Régime, un fermier général représente Marmoutier à Carbay. En 1569, une partie des biens du prieuré est aliéné au profit du trésor royal. Le curé de la paroisse obtient l'interdiction de la fête du Roy de Carbay en 1680. Le prieur se dit seigneur de la paroisse, malgré l'interdiction faite en 1764 par Angers de se désigner ainsi. Au XVIIIe siècle, les impositions s'élevaient à 1 800 livres. L'économie tourne autour des bêtes à laine, l'agriculture étant rendu difficile par la mauvaise qualité du sol. La moitié des terres consistait en des landes ou des taillis.
Pendant la Révolution, le curé de la paroisse prête le serment, puis se rétracte une fois la Terreur terminée. La paroisse devenue commune est intégrée au canton de Pouancé.

### Époque contemporaine
Le bâtiment de la mairie est acquis en 1846, tandis que l'église est construite entre 1862 et 1864. Pendant la Première Guerre mondiale, 17 habitants perdent la vie. Lors de la Seconde Guerre mondiale, aucun habitant n'est tué.
Le 19 décembre 2007, douze écoliers de la classe unique de Carbay sont invités au Noël de l'Élysée par Nicolas Sarkozy. En 2008, le comité des fêtes de Carbay décide de faire renaître la « fête du Roy ».

## Politique et administration
Carbay est située dans le canton de Pouancé, arrondissement de Segré, dans le département de Maine-et-Loire. La commune comptant moins de 500 habitants, son conseil municipal est constitué de 11 élus.

### Administration municipale
| Période                                  | Période                   | Identité              | Étiquette | Qualité               |
| ---------------------------------------- | ------------------------- | --------------------- | --------- | --------------------- |
| 1798                                     | 1803                      | Primault              |           | agent municipal       |
| 1803                                     | 1807                      | Primaud               |           | maire                 |
| 1807                                     | 1807                      | Jean Mayence          |           |                       |
| 1807                                     | 1817                      | Louis Frémond         |           |                       |
| 1817                                     | 1828                      | Pierre Bazin          |           |                       |
| 1828                                     | 1830                      | Joseph Gaigneux       |           |                       |
| 1830                                     | 1843                      | Louis-Vincent Galland |           |                       |
| 1843                                     | 1853                      | Joseph Gagneux        |           |                       |
| 1853                                     | 1856                      | René Richard          |           |                       |
| 1856                                     | 1864                      | Jacques Jallot        |           |                       |
| 1864                                     | 1865                      | Jean-Marie Richard    |           |                       |
| 1865                                     | 1879                      | Pierre Bazin          |           |                       |
| 1879                                     | 1892                      | Émile Bodinier        |           |                       |
| 1892                                     | 1919                      | Jules Bodinier        |           |                       |
| 1919                                     | 1929                      | Jean Raguin           |           |                       |
| 1929                                     | 1935                      | Jean Macé             |           |                       |
| 1935                                     | 1939                      | Henri Hunault         |           |                       |
| 1939                                     | 1963                      | François Bernier      |           |                       |
| 1963                                     | 1977                      | Henri Hunault         |           |                       |
| mars 1977                                | 1983                      | Gilbert Berthaud      |           |                       |
| mars 1983                                | 1995                      | André Boussard        |           |                       |
| juin 1995                                | 2008                      | André Neau            |           | Enseignant            |
| mars 2008                                | mai 2020                  | Laurent Cadou         |           | Professeur des écoles |
| mai 2020                                 | En cours (au 1 juin 2020) | Martial Brillet       |           |                       |
| Les données manquantes sont à compléter. |                           |                       |           |                       |

### Intercommunalité (1966-1995-2016)
La commune adhère, comme les autres communes du canton de Pouancé, à un syndicat intercommunal à vocation multiple (SIVM) créé en 1966. Celui-ci devient la communauté de communes de la région de Pouancé-Combrée en 1995. Le 14 décembre 2016, elle se retire de la communauté qui est dissoute le lendemain. Le 1er janvier 2017 la commune intègre Anjou Bleu Communauté.

## Population et société

### Démographie

#### Évolution démographique
Dans son Dictionnaire Historique, Géographique et Biographique de Maine-et-Loire, Célestin Port livre le compte de la population de Carbay sous l'Ancien Régime. La population est exprimée en « feux », c'est-à-dire en foyer de famille. Pour estimer le nombre d'habitants, il faut appliquer un coefficient multiplicateur de 5. En 1720, la paroisse comptait 80 feux. En 1790, elle en comptait 70.

L'évolution du nombre d'habitants est connue à travers les recensements de la population effectués dans la commune depuis 1793. Pour les communes de moins de 10 000 habitants, une enquête de recensement portant sur toute la population est réalisée tous les cinq ans, les populations de référence des années intermédiaires étant quant à elles estimées par interpolation ou extrapolation. Pour la commune, le premier recensement exhaustif entrant dans le cadre du nouveau dispositif a été réalisé en 2006.

En 2022, la commune comptait 276 habitants, en évolution de +9,52 % par rapport à 2016 (Maine-et-Loire : +2,12 %, France hors Mayotte : +2,11 %).
| 1793 | 1800 | 1806 | 1821 | 1831 | 1836 | 1841 | 1846 | 1851 |
| ---- | ---- | ---- | ---- | ---- | ---- | ---- | ---- | ---- |
| 269  | 266  | 265  | 262  | 250  | 251  | 224  | 273  | 272  |

| 1856 | 1861 | 1866 | 1872 | 1876 | 1881 | 1886 | 1891 | 1896 |
| ---- | ---- | ---- | ---- | ---- | ---- | ---- | ---- | ---- |
| 251  | 283  | 291  | 304  | 306  | 302  | 336  | 314  | 301  |

| 1901 | 1906 | 1911 | 1921 | 1926 | 1931 | 1936 | 1946 | 1954 |
| ---- | ---- | ---- | ---- | ---- | ---- | ---- | ---- | ---- |
| 291  | 285  | 273  | 260  | 254  | 233  | 222  | 247  | 252  |

| 1962 | 1968 | 1975 | 1982 | 1990 | 1999 | 2006 | 2011 | 2016 |
| ---- | ---- | ---- | ---- | ---- | ---- | ---- | ---- | ---- |
| 204  | 192  | 181  | 175  | 214  | 208  | 242  | 242  | 252  |

| 2021 | 2022 | - | - | - | - | - | - | - |
| ---- | ---- | - | - | - | - | - | - | - |
| 272  | 276  | - | - | - | - | - | - | - |

#### Pyramide des âges
La population de la commune est relativement jeune.
En 2018, le taux de personnes d'un âge inférieur à 30 ans s'élève à 39,7 %, soit au-dessus de la moyenne départementale (37,2 %). À l'inverse, le taux de personnes d'âge supérieur à 60 ans est de 20,7 % la même année, alors qu'il est de 25,6 % au niveau départemental.
En 2018, la commune comptait 147 hommes pour 117 femmes, soit un taux de 55,68 % d'hommes, largement supérieur au taux départemental (48,63 %).
Les pyramides des âges de la commune et du département s'établissent comme suit.
| Hommes | Classe d’âge | Femmes |
| ------ | ------------ | ------ |
| 0,7    | 90 ou +      | 0,9    |
| 3,6    | 75-89 ans    | 1,8    |
| 16,4   | 60-74 ans    | 17,9   |
| 18,6   | 45-59 ans    | 13,4   |
| 21,4   | 30-44 ans    | 25,9   |
| 12,9   | 15-29 ans    | 15,2   |
| 26,4   | 0-14 ans     | 25,0   |

| Hommes | Classe d’âge | Femmes |
| ------ | ------------ | ------ |
| 0,9    | 90 ou +      | 2,1    |
| 7      | 75-89 ans    | 9,5    |
| 16,2   | 60-74 ans    | 16,9   |
| 19,4   | 45-59 ans    | 18,7   |
| 18,2   | 30-44 ans    | 17,5   |
| 18,8   | 15-29 ans    | 17,6   |
| 19,5   | 0-14 ans     | 17,6   |

### Enseignement
Seule une école publique dépendant de l'académie de Nantes accueille les enfants de maternelle et primaire. Les collèges se trouvent à Pouancé et les lycées se situent à Châteaubriant ou Segré.

### Santé
Il n'y a pas de médecin ni d'infirmier installé à Carbay. Les plus proches sont basés à Pouancé, de même que l'hôpital. Les cliniques les plus proches se situent à Châteaubriant, de même que le service maternité.

### Autres équipements, commerces et tourisme

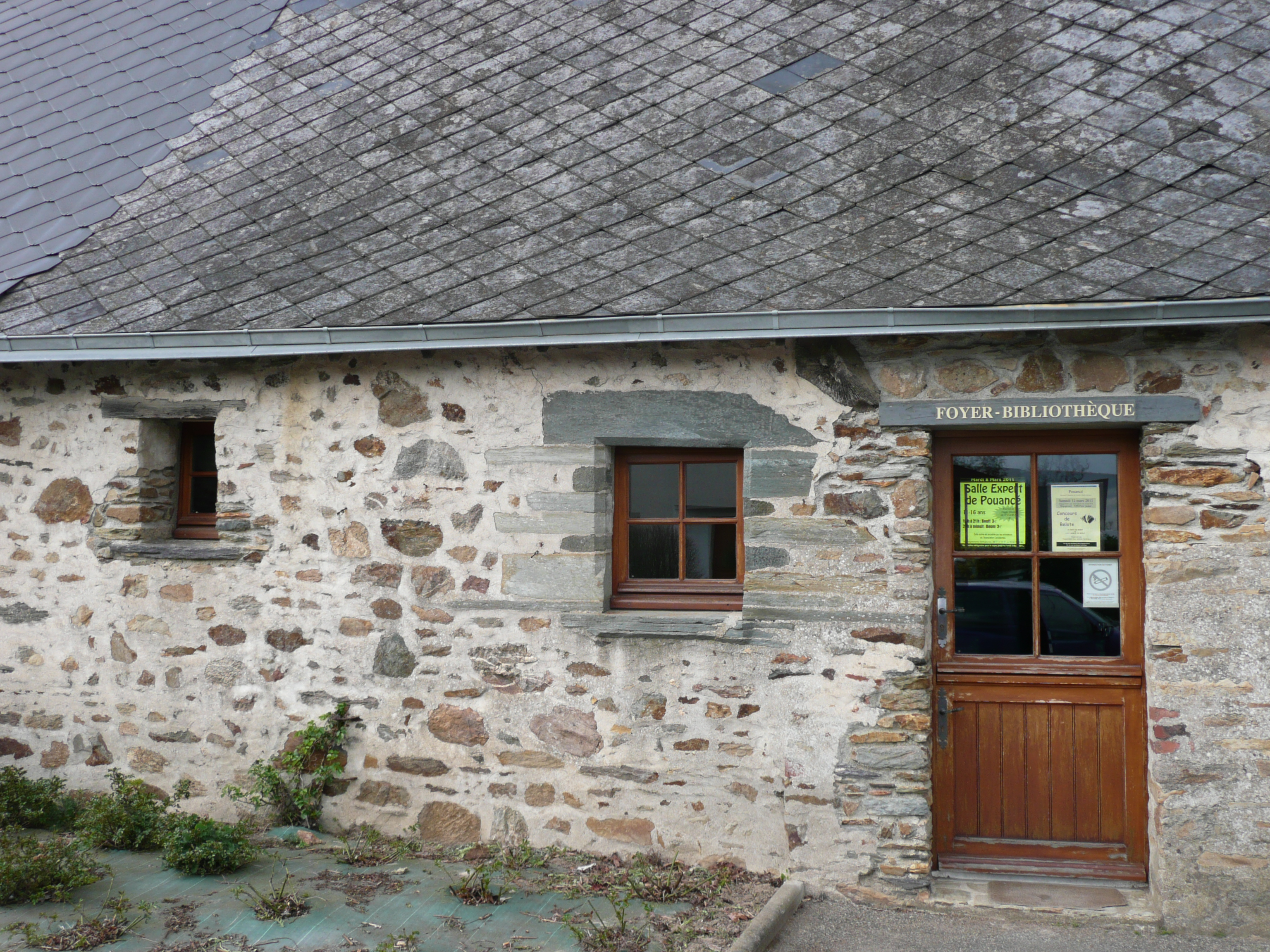
Local de la bibliothèque et du foyer des jeunes.

La commune dispose pour équipements sportifs d'un terrain de football et d'un terrain de bi-cross, d'une bibliothèque pour équipement culturel et d'une salle de fête d'une capacité de 60 personnes. Il n'y a pas de commerce.
Pour le tourisme, la commune est affiliée à l'Office de Tourisme de l'Anjou bleu.
La fête du Roy de Carbay se tient chaque année, fin juin.

## Économie
Selon l'Insee, la commune comptait en 2009, hors exploitations agricoles, quatre entreprises dont deux dans la construction et deux dans le commerce, le transport, la réparation automobile et les services divers.

### Agriculture
On comptait 19 exploitations agricoles en 2000. Le nombre d'exploitations a diminué entre 1988 et 2000, passant de 21 à 19, mais la superficie cultivée a, elle, augmenté dans cette période, passant de 769 hectares (moyenne 37 hectares par exploitation) à 926 hectares (49 hectares par exploitation). Quatorze exploitations élevaient des bovins, le nombre de tête restant stable entre 1988 et 2000 à environ 1 100 têtes, et onze des volailles, dont le nombre baisse de 29 000 à 21 000 sur la même période.

### Appellations sur le territoire
La commune possède au total une quinzaine d'appellations sur le territoire:
- AOC - AOP Maine-Anjou ;
- IGP Bœuf du Maine ; Cidre de Bretagne ou Cidre breton ; Farine de blé noir de Bretagne - Gwinizh du Breizh ;
- IGP Maine-et-Loire blanc ; Maine-et-Loire rosé ; Maine-et-Loire rouge ; Val de Loire blanc ; Val de Loire rosé ; Val de Loire rouge ;
- IGP Volailles de Janzé ; Volailles de Loué ; Volailles du Maine ; Volailles d’Ancenis ; œufs de Loué

## Culture locale et patrimoine

### Lieux et monuments
- La mairie de Carbay est installée dans un bâtiment datant probablement du XVe siècle. Celui-ci, construit entièrement en schiste, possède un coyau au niveau du toit, et des encadrements d'ouvertures en pierre bleue sculptée, dont une fenêtre avec double accolade.
- Dans le cimetière se dresse encore une croix en schiste de la même époque environ, sculptée au sommet d'un christ crucifié. Une autre tombe date du XVIIe siècle, possédant l'inscription « Cy gît le corps de Jeanne Robin qui décéda le 6e jour d'août 1632 ».
- L'église paroissiale Saint-Martin, de style néo-gothique, a été construite entre 1865 et 1867, et est formée d'une simple nef avec transept et chœur. Deux chapelles s'y trouvent : celle de Saint-Joseph et celle de la Vierge[F 1].

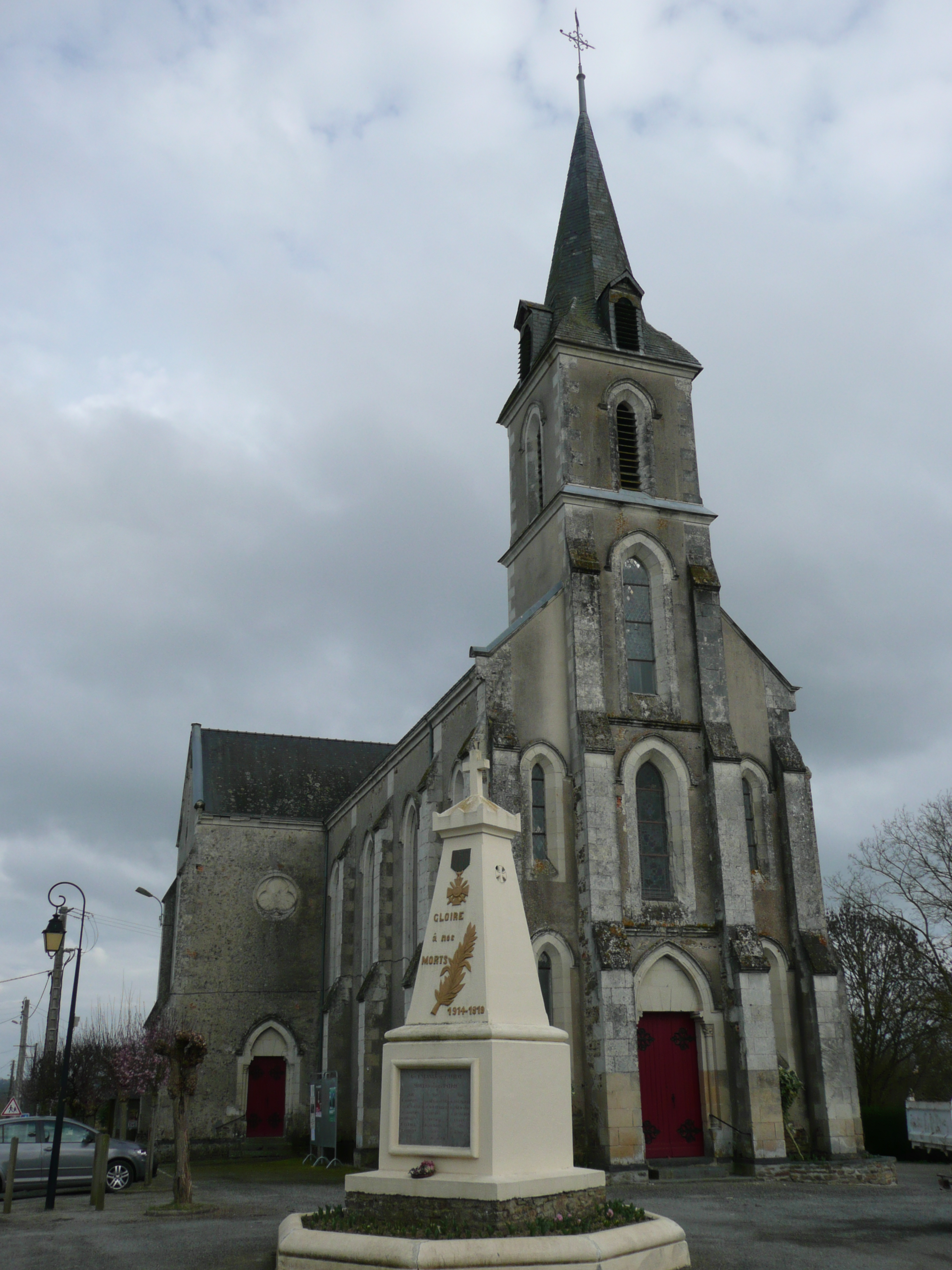
L'église Saint-Martin.
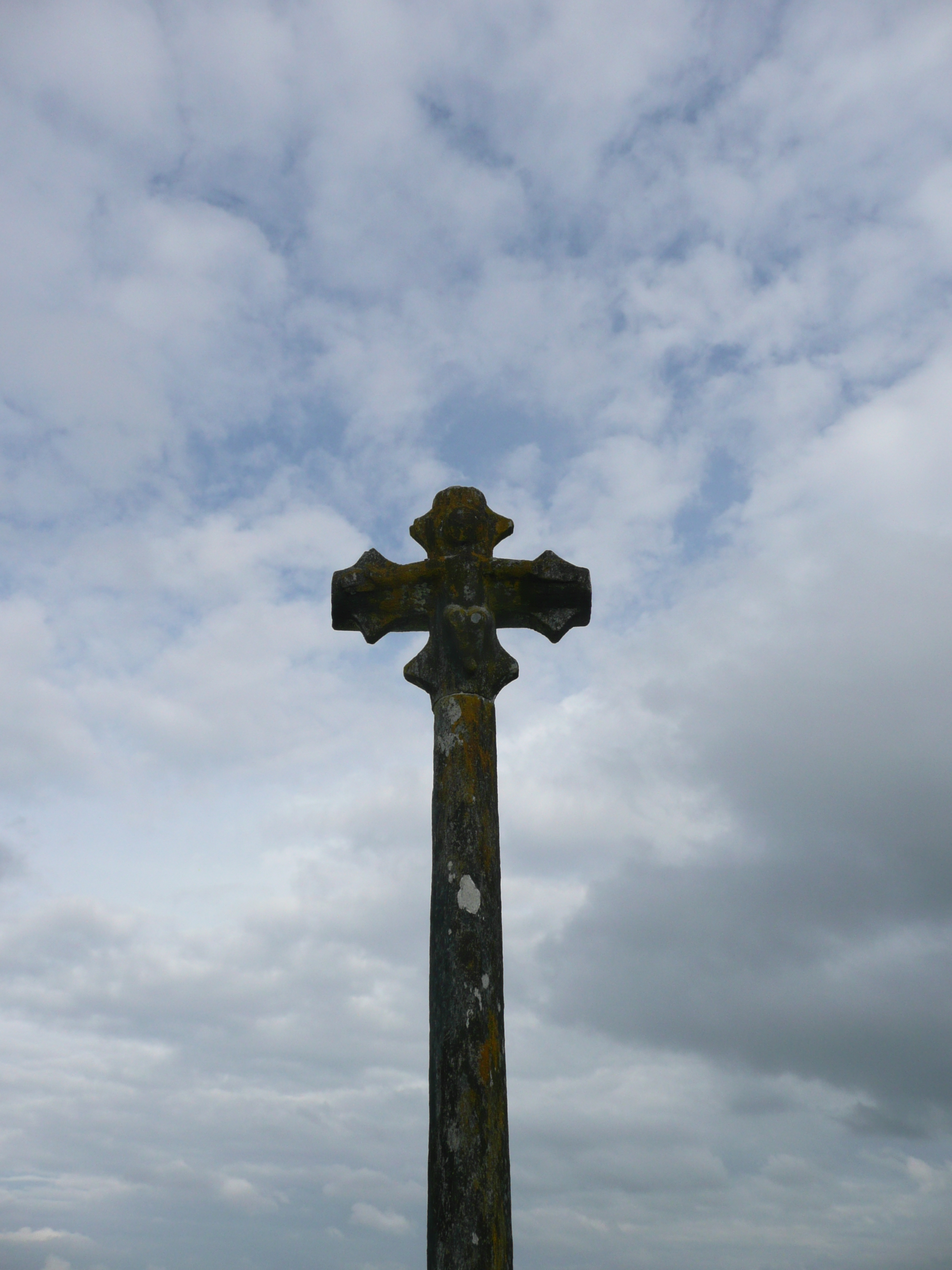
Croix de schiste.
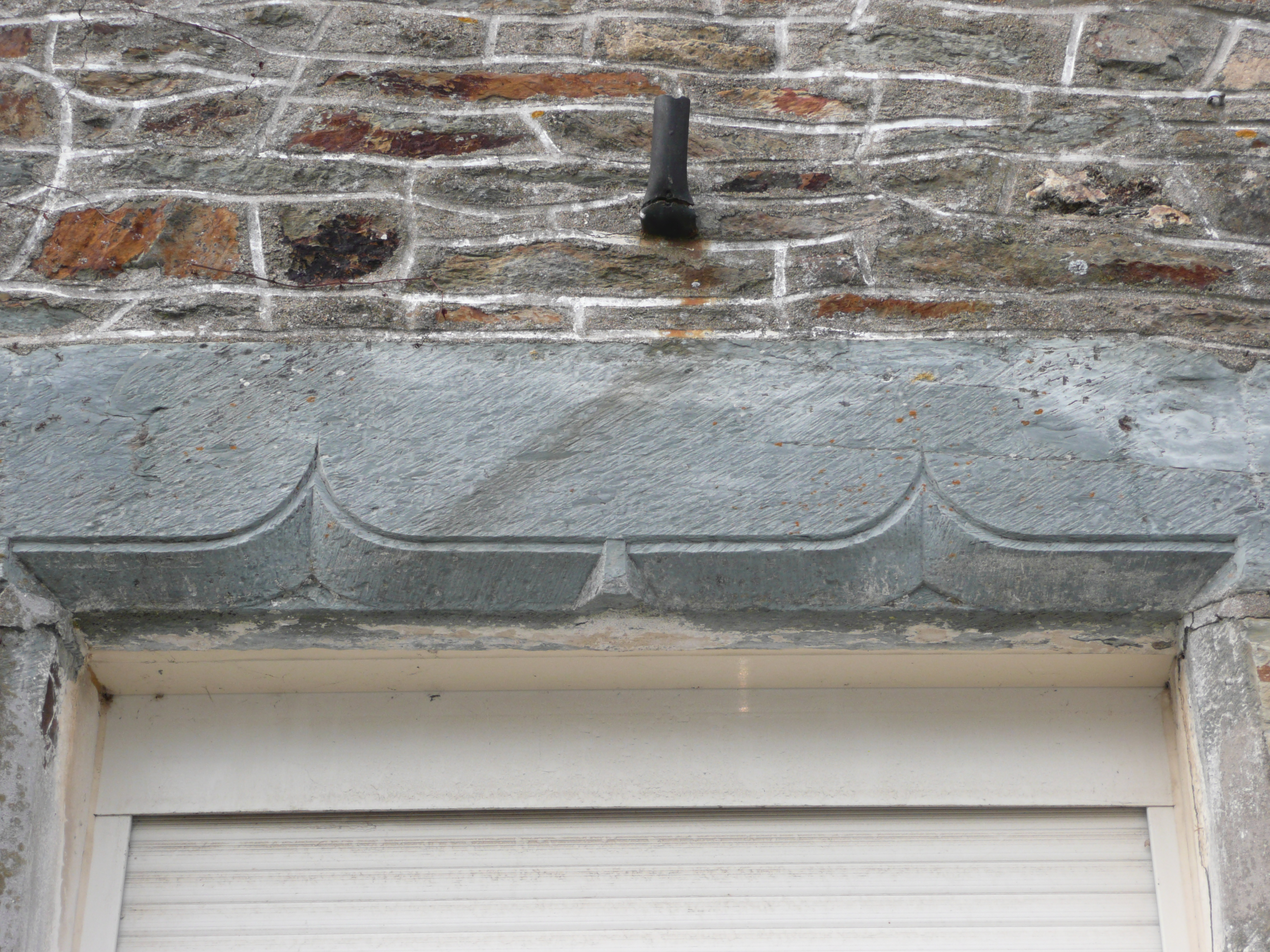
Linteau du bâtiment de la mairie.